# ATP Finals 2022 – mužská čtyřhra
Mužská čtyřhra ATP Finals 2022 probíhala okolo poloviny listopadu 2022. Do deblové soutěže turínského Turnaje mistrů nastoupilo osm nejvýše postavených párů v klasifikaci žebříčku ATP Race to Turin. Obhájcem titulu byl francouzský pár Pierre-Hugues Herbert a Nicolas Mahut, který se na turnaj nekvalifikoval.
Wesley Koolhof a Neal Skupski si díky prvnímu vítězství v základní skupině zajistili společné ukončení sezóny na pozici světové jedničky. Před rozehráním turnaje měl šanci také Američan Rajeev Ram.
Vítězem se stal druhý nasazený, americko-britský pár Rajeev Ram a Joe Salisbury, který ve finále zdolal chorvatské turnajové čtyřky Nikolu Mektiće s Matem Pavićem po dvousetovém průběhu 7–6 a 6–4. Negativní vzájemnou bilanci zápasů s Chorvaty snížili na 3–4, když je vyřadili i v semifinále ATP Finals 2021. Šampioni získali devátou společnou trofej, první od obhájené trofeje na zářijovém US Open 2022. Jako neporažený pár si odvezli 930 300 dolarů, historicky nejvyšší částku z jakékoli deblové soutěže. Ram na okruhu ATP Tour vybojoval dvacátý šestý deblový titul a stal se osmnáctým americkým vítězem čtyřhry Turnaje mistrů. Salisbury triumfoval jako první Brit a získal dvanáctý deblový titul.

## Nasazení párů
1. Wesley Koolhof /  Neal Skupski (semifinále, 400 bodů, 316 600 USD/pár)
2. Rajeev Ram /  Joe Salisbury (vítězové, 1 500 bodů, 930 300 USD/pár)
3. Marcelo Arévalo /  Jean-Julien Rojer (základní skupina, 200 bodů, 223 300 USD/pár)
4. Nikola Mektić /  Mate Pavić (finále, 1 000 bodů, 579 900 USD/pár)
5. Ivan Dodig /  Austin Krajicek (základní skupina 0 bodů, 130 000 USD/pár)
6. Lloyd Glasspool /  Harri Heliövaara (semifinále, 400 bodů, 316 600 USD/pár)
7. Marcel Granollers /  Horacio Zeballos (základní skupina, 0 bodů, 130 000 USD/pár)
8. Thanasi Kokkinakis /  Nick Kyrgios (základní skupina, 200 bodů, 223 300 USD/pár)

## Náhradníci
1. Matthew Ebden /  Max Purcell (nenastoupili, 50 000 USD/pár)
2. Tim Pütz /  Michael Venus (nenastoupili, 50 000 USD/pár)

## Soutěž
| Legenda                                                       |                                                                        |                                                   |
| - Q – kvalifikant - WC – divoká karta - LL – šťastný poražený | - Alt – náhradník - SE – zvláštní výjimka - PR/SR – žebříčková ochrana | - w/o – bez boje - r – skreč - d – diskvalifikace |

### Finálová fáze
|  | Semifinále | Semifinále                       | Semifinále               | Semifinále | Semifinále |                          |    | Finále                   | Finále | Finále | Finále | Finále |
|  |            |                                  |                          |            |            |                          |    |                          |        |        |        |        |
|  | 4          | Nikola Mektić Mate Pavić         | 6                        | 64         | [10]       |                          |    |                          |        |        |        |        |
|  | 6          | Lloyd Glasspool Harri Heliövaara | 4                        | 7          | [6]        |                          |    |                          |        |        |        |        |
|  | 6          | Lloyd Glasspool Harri Heliövaara | 4                        | 7          | [6]        |                          | 4  | Nikola Mektić Mate Pavić | 64     | 4      |        |        |
|  |            |                                  |                          |            |            |                          | 4  | Nikola Mektić Mate Pavić | 64     | 4      |        |        |
|  |            | 2                                | Rajeev Ram Joe Salisbury | 7          | 6          |                          |    |                          |        |        |        |        |
|  | 2          | 2                                | Rajeev Ram Joe Salisbury | 7          | 6          | Rajeev Ram Joe Salisbury | 79 | 6                        |        |        |        |        |
|  | 2          |                                  |                          |            |            | Rajeev Ram Joe Salisbury | 79 | 6                        |        |        |        |        |
|  | 1          | Wesley Koolhof Neal Skupski      | 67                       | 4          |            |                          |    |                          |        |        |        |        |

### Zelená skupina
|   |                                 | Koolhof Skupski       | Mektić Pavić       | Dodig Krajicek   | Kokkinakis Kyrgios    | Zápasy | Sety       | Hry          | Pořadí |
| 1 | Wesley Koolhof Neal Skupski     |                       | 4–6, 6–7(3–7)      | 7–5, 4–6, [10–6] | 6–7(3–7), 6–4, [10–5] | 2–1    | 4–4 (50 %) | 35–35 (50 %) | 2.     |
| 4 | Nikola Mektić Mate Pavić        | 6–4, 7–6(7–3)         |                    | 6–4, 3–6, [10–7] | 7–6(7–4), 7–6(7–4)    | 3–0    | 6–1 (86 %) | 37–32 (54 %) | 1.     |
| 5 | Ivan Dodig Austin Krajicek      | 5–7, 6–4, [6–10]      | 4–6, 6–3, [7–10]   |                  | 6–3, 4–6, [6–10]      | 0–3    | 3–6 (33 %) | 31–32 (49 %) | 4.     |
| 8 | Thanasi Kokkinakis Nick Kyrgios | 7–6(7–3), 4–6, [5–10] | 6–7(4–7), 6–7(4–7) | 3–6, 6–4, [10–6] |                       | 1–2    | 3–5 (38 %) | 33–37 (47 %) | 3.     |

### Červená skupina
|   |                                    | Ram Salisbury          | Arévalo Rojer         | Glasspool Heliövaara | Granollers Zeballos    | Zápasy | Sety       | Hry          | Pořadí |
| 2 | Rajeev Ram Joe Salisbury           |                        | 3–6, 7–6(7–4), [10–5] | 7–5, 6–4             | 6–3, 6–7(8–10), [10–8] | 3–0    | 6–2 (75 %) | 37–31 (54 %) | 1.     |
| 3 | Marcelo Arévalo Jean-Julien Rojer  | 6–3, 6–7(4–7), [5–10]  |                       | 5–7, 6–7(3–7)        | 6–1, 6–7(3–7), [10–7]  | 1–2    | 3–5 (38 %) | 36–33 (52 %) | 3.     |
| 6 | Lloyd Glasspool Harri Heliövaara   | 5–7, 4–6               | 7–5, 7–6(7–3)         |                      | 6–0, 6–4               | 2–1    | 4–2 (67 %) | 35–28 (56 %) | 2.     |
| 7 | Marcel Granollers Horacio Zeballos | 3–6, 7–6(10–8), [8–10] | 1–6, 7–6(7–3), [7–10] | 0–6, 4–6             |                        | 0–3    | 2–6 (25 %) | 22–38 (37 %) | 4.     |